# Билтин
Билтин (на френски: Biltine, на арабски بلتين‎) е град в Чад и административен център на региона Уади Фира (до 1999 г. — на префектура Билтин). Населението е 11 840 души (2008). Географските координати на града са 14°32′С, 20°55′И.
Според ББС, градът за кратко е превзет на 25 ноември 2006 г. от Митинга на демократичните сили (МДС).

## Демография
Макар и с малки темпове, населението на Билтин расте в сравнение с предишните години:
| Година | Население |
| ------ | --------- |
| 1993   | 8100      |
| 2009   | 11 840    |